# الإرهاب اليميني المتطرف في أستراليا
الإرهاب اليميني المتطرف في أستراليا (بالإنجليزية: Far-right terrorism in Australia)‏. يُنظر إليه كتهديد آخذ بالازدياد منذ أواخر العقد 2010، إذ بات عدد من الأفراد والجماعات المتطرفة اليمينية، بما في ذلك النازيون الجدد وغيرهم من مجموعات الكراهية، معروفين لدى السلطات بالأخص منظمة الاستخبارات الأمنية الأسترالية (إيه إس آي أو) والشرطة الاتحادية الأسترالية (إيه إف بّي). وفي أوائل عام 2021، أضيفت أول مجموعة متطرفة يمينية إلى قائمة الجماعات الإرهابية المحظورة، وهي شعبة سونينكريغ.
وقعت أعتى جرائم إرهاب اليمين في نيوزيلندا على يد أسترالي في مارس 2019 بحادثة هجوما كرايستشيرش. وبغض النظر عن بعض أعمال حرق الممتلكات وغيرها من الهجمات التي استهدفت الأستراليين الآسيويين في الثمانينيات في أستراليا الغربية، لم تقع أي هجمات خطيرة من جانب المتطرفين اليمينيين على الأراضي الأسترالية حتى عام 2021، بيد أن منظمة «إيه إس آي أو» تأخذ التهديد المحتمل على محمل الجد استنادًا إلى استخباراتها (المجموعة بواسطة الرقابة وأساليب أخرى) مع ملاحظة أن كل من هجوم كرايستشيرش وجائحة كوفيد-19 في أستراليا قد لعبا دورًا بنشر أيديولوجيات المتطرفين
تختلف تعاريف التطرف والإرهاب، ولكن لأغراض هذه المادة، اعتُمد تعريف أليكس بيتر شميد المنقح والمتفق عليه. استُبعدت الأحزاب والشخصيات السياسية اليمينية المتطرفة الأسترالية إلا في حال ملاحظة أو تسجيل علاقة بين أفعالها أو أقوالها والأفراد المتطرفين أو الجماعات الميالة لأعمال العنف. الجماعات والأفراد الموصوفون هم الذين تراهم السلطات كتهديد لأمن أستراليا مع التركيز الأكبر على الأفراد اعتبارًا من عام 2021.

## التعاريف

### الإرهاب
اتُفق على تعريف الإرهاب المنقح والمُجمع عليه أكاديميًا لعام 2011 الخاص بشميد بعد ثلاث جولات من المشاورات بين الخبراء في الميدان. تنص النقطة الأولى من أصل 12 نقطة في تعريفه على ما يلي:
يشير الإرهاب، من ناحية، إلى مذهب بشأن الفعالية المحتملة لنمط أو أسلوب خاص يولد الخوف والعنف السياسي القسري، ومن ناحية أخرى، إلى ممارسة تآمرية لأعمال عنيفة بيانية مباشرة دون قيود قانونية أو أخلاقية تستهدف بصفة رئيسية المدنيين وغير المقاتلين، وتُرتكب لآثارها الدعائية والنفسية على مختلف الجماهير وأطراف الصراع؛...
بيد أن الباحث ميروسلاف ماريس أشار إلى أن «الخط الفاصل بين العنف في الشوارع الذي ترتكبه الشبكات الثقافة الفرعية يمكن أن يتحور إلى عنف إرهابي بلمح البصر».

### التطرف اليميني
التطرف اليميني مصطلح واسع يُستخدم ليشمل مجموعة متنوعة من الأيديولوجيات، بما في ذلك الفاشية، والاشتراكية القومية (النازية)، وسيادة البيض، وتتمثل مكوناته المشتركة بالسلطوية، والتفكير المعادي للديمقراطية، والقومية.
وفي أستراليا، كثيرًا ما يعتقد المتطرفون اليمينيون بوجود تهديد لبعض جوانب وجودهم أو مجتمعهم، ثم يعزون القضية بصفتهم مجموعة مستهدفة بعينها كمجتمع إثني أو أولئك الذين يتمسكون بأيديولوجية مختلفة (يسارية). يبالغ الأستراليون وينشرون مشاعر الخطر، ويلومون المجموعة المستهدفة، ويعتقدون أن الطريقة الوحيدة لتخليص المجتمع من الخطر هي إزالة التهديد، وغالبًا بوسائل عنيفة.

## خلفية

### القرن العشرين
وُجدت الجماعات المتطرفة اليمينية المتطرفة في أستراليا منذ أوائل القرن العشرين، بيد أن أنشطتها وآثارها كانت في حدودها الدنيا. بعد الحرب العالمية الأولى، وُجدت حركة فاشية للجنود القدامى في نيوساوث ويلز عُرفت باسم نيو غارد، وهي منظمة شبه عسكرية لم تدم طويلًا، نشأت من منظمة أولد غارد التي تمركزت في سيدني عام 1931 خلال فترة الكساد الكبير، ويعتبرها البعض أنجح منظمة فاشية في التاريخ الأسترالي. الجيش الأبيض، أو عصبة الأمن القومي (إل إن إس)، التي تشكلت في فيكتوريا نحو العام 1931 واجتذبت بعض أعضاء نيو غارد السابقين، بيد أن اليمين المتطرف لم يصبح قوة مكينة حتى أواخر الثلاثينيات مع حركة أستراليا الأولى التي آمنت بأستراليا البيضاء. في عام 1941، اكتُشفت مخططات لاغتيال أستراليين بارزين وتخريب مواقع في أستراليا موجودة في حوزة أعضاء من أستراليا الغربية.
بعد الحرب العالمية الثانية، دخلت رابطة الحقوق الأسترالية (وهي مجموعة ماتزال قائمة) بقيادة إريك بتلر حيز العمل. آمن بتلر بوجود «حكومة الاحتلال الصهيوني» التي تسيطر على الحكومات في جميع أنحاء العالم بما في ذلك ألمانيا النازية. حاولت هذه المجموعة التسلل إلى الأحزاب السياسية الرئيسية.
ظهر الحزب الاشتراكي الوطني الأسترالي في الستينيات (أعيد تشكيله بوصفه الحزب الاشتراكي الوطني الأسترالي عام 1968)، ومنذ أواخر السبعينيات كانت الاستخبارات الأسترالية تراقب مجموعات مثل سفاري 8، وفيلق حرس حدود الكومنولث، وتحالف الشباب الأسترالي، وظهرت الجبهة الوطنية لأستراليا والتحالف الوطني الأسترالي في السبعينيات وأوائل الثمانينيات، وظهر أيضًا حزب «العمل الوطني» منذ مطلع الثمانينيات.
لم يتكشف العنف من جانب اليمين المتطرف في أستراليا حتى الثمانينيات. إذ شن أعضاء حزب العمل الوطني هجمات في سيدني متضمنةً إطلاق نار من السيارات. عام 1984 انفصلت الحركة القومية الأسترالية (إيه إن إم) عن حزب العمل الوطني معتبرة أن الحزب ليس معاديًا للسامية كفايةً واعتنقت النازية الجديدة، وبدأ أعضاء الحركة حملة شملت اعتداءات عنيفة وقنابل نارية. لم تشهد أستراليا أي عنف يوازي مستويات التطرف اليميني والعنف الذي أصاب أوروبا وأمريكا الشمالية في التسعينيات» (2005)، لكن بعض شبكات الثقافة الفرعية و ثقافة «حليقي الرؤوس» المضادة، متضمنةً مجموعات كساوثرن كروس هامرسكينس ، وكومبات 18 ، والدم والشرف، ونساء الفيلق الجنوبي كانت بمثابة بيئة حاضنة للأيديولوجيات المتمحورة حول الهوية العِرقية.

### القرن الحادي والعشرين
واصلت مجموعات ساوثرن كروس هامرسكينيس، وكومبات 18، والدم والشرف الأسترالية نشاطها في أستراليا وتأسست جماعات جديدة منذ عام 2000.
بدأ التطرف اليميني بالازدياد في مختلف أنحاء العالم بدءًا من العام 2009 كاستجابة جزئية للجهادية (حركات متشددة متأصلة في الإسلام السياسي أو الإسلاموية والتي ينظر إليها على أنها تهديد وجودي من قِبَل البعض) لكنها ترتبط في أغلب الأحيان بالتهديدات المتصورة لدى الثقافة البيضاء المفروضة نتيجة الهجرة. وفي هذا المناخ، تأسست فصول أسترالية من مجموعات ذات قاعدة دولية كرابطة الدفاع الأسترالية (التي كانت أصلًا فرعًا من رابطة الدفاع الإنجليزية ) ومقاومة جناح اليمين (نيوزيلندا).
منذ حوالي عام 2015 (عندما أشعلت جماعات اليمين المتطرف الاحتجاجات ضد بناء مسجد في بنديغو)، وبدأ تصعيد التهديد من جانب جماعات اليمين المتطرف العنيفة. نحو 30-40% من أعمال مكافحة الإرهاب التي تضطلع بها منظمة الاستخبارات الأمنية الأسترالية أثبتت تورط أفراد وجماعات اليمين المتطرف في أواخر عام 2020، أي ازدياد بنسبة 10-15% مقارنة بالسنوات السابقة لعام 2016. ورغم تقييم قدراتهم على أنها ذات نطاق أصغر من المتطرفين اليمينيين في أوروبا والولايات المتحدة، فإن الأيديولوجيات تبقى متشابهة. وفي جميع أنحاء العالم، يمكّن الأفراد ويشجعون بعضهم البعض في الشبكات الإلكترونية. ألهمت هجمات المتطرفين البيض في الولايات المتحدة والمملكة المتحدة وأوروبا مطلق النار في كرايستشيرش، برينتون تارانت، وأفعاله بدورها في 15 مارس 2019 قد ألهمت آخرين في جميع أنحاء العالم.
مُنع غافين ماكننيس، مؤسس جماعة براود بويز، من التحصل على تأشيرة لزيارة أستراليا في نوفمبر 2018.
احتفل المتطرفون اليمينيون الأستراليون بحادثة اقتحام الكابيتول في يناير 2021 في واشنطن العاصمة، وحذر الخبراء من التهديد المتزايد للعنف من قِبَل المتطرفين البيض منذ اندلاع جائحة كوفيد-19. وكان اثنان من المسؤولين الحكوميين، كرايغ كيلي وجورج كريستنسن، قد بثا نظريات مؤامرة تتعلق بأعمال الشغب في الكابيتول على مواقع التواصل الاجتماعي، واعتبر أحد خبراء التطرف العنيف رفض رئيس الوزراء سكوت موريسون مساءلتهم أمرًا «خطرًا».